# Lista odcinków serialu anime JoJo’s Bizarre Adventure

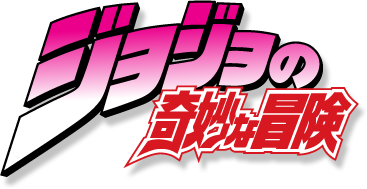
Logo serii

Artykuł zawiera listę wszystkich wyemitowanych odcinków telewizyjnego serialu anime JoJo’s Bizarre Adventure, wyprodukowanego na podstawie mangi autorstwa Hirohiko Arakiego.
Pierwszy sezon, będący adaptacją dwóch pierwszych części mangi, Phantom Blood i Battle Tendency, był emitowany w Japonii od 6 października 2012 do 6 kwietnia 2013.
Drugi sezon, obejmujący trzecią część, Stardust Crusaders, podzielono na dwie odsłony: pierwszą emitowano od 5 kwietnia do 13 września 2014, a drugą od 10 stycznia do 20 czerwca 2015.
Trzeci sezon, bazujący na czwartej części, Diamond Is Unbreakable, był nadawany od 2 kwietnia do 24 grudnia 2016.
Czwarty sezon, adaptujący piątą część, Golden Wind, był emitowany od 6 października 2018 do 28 lipca 2019.
Piąty sezon, obejmujący szóstą część, Stone Ocean, zadebiutował na całym świecie na platformie Netflix. Został podzielony na trzy części: pierwsza ukazała się 1 grudnia 2021, druga 1 września 2022, a trzecia, ostatnia, 1 grudnia tego samego roku.

## Przegląd serii
| Nazwa | Nazwa                           | Odcinki | Odcinki         | Premiera serii      | Finał serii      |
| ----- | ------------------------------- | ------- | --------------- | ------------------- | ---------------- |
|       | Phantom Blood & Battle Tendency | 26      | 9               | 6 października 2012 | 1 grudnia 2012   |
|       | Phantom Blood & Battle Tendency | 26      | 17              | 8 grudnia 2012      | 6 kwietnia 2013  |
|       | Stardust Crusaders              | 48      | 24              | 5 kwietnia 2014     | 13 września 2014 |
|       | Stardust Crusaders              | 48      | 24              | 10 stycznia 2015    | 20 czerwca 2015  |
|       | Diamond Is Unbreakable          | 39      | 39              | 2 kwietnia 2016     | 24 grudnia 2016  |
|       | Golden Wind                     | 39      | 39              | 6 października 2018 | 28 lipca 2019    |
|       | Stone Ocean                     | 38      | 12              | 1 grudnia 2021      | 1 grudnia 2021   |
| 12    | Stone Ocean                     | 38      | 1 września 2022 | 1 września 2022     |                  |
| 14    | Stone Ocean                     | 38      | 1 grudnia 2022  | 1 grudnia 2022      |                  |

## Lista odcinków

### Sezon 1:Phantom Blood&Battle Tendency(2012–13)
| №               | #             | Tytuł                                                                                             | Reżyseria                        | Scenariusz         | Premiera             |
| Phantom Blood   | Phantom Blood | Phantom Blood                                                                                     | Phantom Blood                    | Phantom Blood      | Phantom Blood        |
| --------------- | ------------- | ------------------------------------------------------------------------------------------------- | -------------------------------- | ------------------ | -------------------- |
| 1               | 1             | Dio Najeźdźca Shinryakusha Dio (侵略者ディオ)                                                     | Kōta Okuno                       | Yasuko Kobayashi   | 6 października 2012  |
| 2               | 2             | List z przeszłości Kako kara no tegami (過去からの手紙)                                           | Toshiyuki Katō                   | Yasuko Kobayashi   | 13 października 2012 |
| 3               | 3             | Młodość z Dio Dio to no seishun (ディオとの青春)                                                  | Futoshi Higashide                | Yasuko Kobayashi   | 20 października 2012 |
| 4               | 4             | Wyładowanie Ōbādoraibu (波紋疾走)                                                                 | Masashi Abe                      | Shōgo Yasukawa     | 27 października 2012 |
| 5               | 5             | Czarni rycerze Ankoku no kishitachi (暗黒の騎士達)                                                | Mitsuhiro Yoneda, Hitomi Ezoe    | Kazuyuki Fudeyasu  | 3 listopada 2012     |
| 6               | 6             | Odwaga jutra Ashita no yūki (あしたの勇気)                                                        | Shingo Uchida                    | Kazuyuki Fudeyasu  | 10 listopada 2012    |
| 7               | 7             | Ponury następca Uketsugumono (うけ継ぐ者)                                                         | Toshiyuki Katō                   | Shōgo Yasukawa     | 17 listopada 2012    |
| 8               | 8             | Krwawe starcie! JoJo kontra Dio Kessen! JoJo & Dio (血戦！JOJO&DIO)                               | Jirō Fujimoto                    | Yasuko Kobayashi   | 24 listopada 2012    |
| 9               | 9             | Finałowa fala! Saigo no hamon! (最後の波紋!)                                                      | Ken’ichi Suzuki                  | Yasuko Kobayashi   | 1 grudnia 2012       |
| Battle Tendency |               |                                                                                                   |                                  |                    |                      |
| 10              | 1             | Nowojorski JoJo Nyū Yōku no JoJo (ニューヨークのジョジョ)                                         | Takahiro Majima                  | Yasuko Kobayashi   | 8 grudnia 2012       |
| 11              | 2             | Mistrz gry Gēmu no tatsujin (ゲームの達人)                                                        | Mitsuhiro Yoneda                 | Shin’ichi Inotsume | 15 grudnia 2012      |
| 12              | 3             | Człowiek z filaru Hashira no otoko (柱の男)                                                       | Yukio Nishimoto                  | Kazuyuki Fudeyasu  | 22 grudnia 2012      |
| 13              | 4             | JoJo kontra absolutna forma życia JoJo vs. kyūkyoku seibutsu (JOJO vs. 究極生物)                  | Yasuhiro Minami, Ken’ichi Suzuki | Shōgo Yasukawa     | 5 stycznia 2013      |
| 14              | 5             | Absolutni wojownicy ze starożytnych czasów Taiko kara kita kyūkyoku senshi (太古から来た究極戦士) | Toshiyuki Katō                   | Shōgo Yasukawa     | 12 stycznia 2013     |
| 15              | 6             | Dowód bohaterstwa Hīrō no shikaku (ヒーローの資格)                                                | Masaya Sasaki                    | Shōgo Yasukawa     | 19 stycznia 2013     |
| 16              | 7             | Lisa Lisa, mistrzyni hamonu Hamon kyōshi Risarisa (波紋教師リサリサ)                              | Kōtarō Togoshi                   | Kazuyuki Fudeyasu  | 26 stycznia 2013     |
| 17              | 8             | Głębszy plan Fukaku wana o hare! (深く罠をはれ!)                                                  | Yūta Takamura                    | Kazuyuki Fudeyasu  | 2 lutego 2013        |
| 18              | 9             | Zemsta von Stroheima Shutorohaimu-tai no gyakushū (シュトロハイム隊の逆襲)                        | Shingo Uchida, Mitsuhiro Yoneda  | Shin’ichi Inotsume | 9 lutego 2013        |
| 19              | 10            | Wyścig do krawędzi urwiska Shi no gake e tsuppashire (死の崖へつっ走れ)                           | Masashi Abe                      | Shin’ichi Inotsume | 16 lutego 2013       |
| 20              | 11            | Młody Cezar Shīzā kodoku no seishun (シーザー孤独の青春)                                          | Toshiyuki Katō                   | Yasuko Kobayashi   | 23 lutego 2013       |
| 21              | 12            | Stu przeciw dwojgu Hyaku tai ni no kakehiki (100対2のかけひき)                                    | Hitomi Ezoe                      | Shōgo Yasukawa     | 2 marca 2013         |
| 22              | 13            | Prawdziwy wojownik Shin no kakutōsha (真の格闘者)                                                 | Naomi Nakayama                   | Shin’ichi Inotsume | 9 marca 2013         |
| 23              | 14            | Wojownik wiatru Kaze ni kaeru senshi (風にかえる戦士)                                             | Jirō Fujimoto                    | Kazuyuki Fudeyasu  | 16 marca 2013        |
| 24              | 15            | Więzy krępujące JoJo JoJo o musubu kizuna (JOJOを結ぶ絆)                                          | Satoshi Ōsedo                    | Yasuko Kobayashi   | 23 marca 2013        |
| 25              | 16            | Narodziny superistoty Chō seibutsu no tanjō!! (超生物の誕生!!)                                    | Ken’ichi Suzuki                  | Yasuko Kobayashi   | 30 marca 2013        |
| 26              | 17            | Człowiek, który stał się bogiem Kami to natta otoko (神となった男)                                | Toshiyuki Katō                   | Yasuko Kobayashi   | 6 kwietnia 2013      |

### Sezon 2:Stardust Crusaders(2014–15)
| №                                   | #                  | Tytuł | Reżyseria                                              | Scenariusz         | Premiera           |
| Stardust Crusaders                  | Stardust Crusaders | Stardust Crusaders | Stardust Crusaders                                     | Stardust Crusaders | Stardust Crusaders |
| ----------------------------------- | ------------------ | --- | ------------------------------------------------------ | ------------------ | ------------------ |
| 27                                  | 1                  | Człowiek opętany przez złego ducha Akuryō ni toritsukareta otoko (悪霊にとりつかれた男)                                              | Naokatsu Tsuda                                         | Yasuko Kobayashi   | 5 kwietnia 2014    |
| 28                                  | 2                  | Kto będzie sędzią?! Sabaku no wa dare da!? (裁くのは誰だ!?)                                                                          | Yūta Takamura                                          | Yasuko Kobayashi   | 12 kwietnia 2014   |
| 29                                  | 3                  | Klątwa Dio Dio no jubaku (Dioの呪縛)                                                                                                 | Toshiyuki Katō                                         | Yasuko Kobayashi   | 19 kwietnia 2014   |
| 30                                  | 4                  | Szara Wieża Tawā Obu Gurē (灰の塔)                                                                                                   | Jirō Fujimoto                                          | Shōgo Yasukawa     | 26 kwietnia 2014   |
| 31                                  | 5                  | Srebrny Rydwan Shirubā Chariottsu (銀の戦車)                                                                                         | Ken’ichi Suzuki                                        | Yasuko Kobayashi   | 3 maja 2014        |
| 32                                  | 6                  | Granatowy Księżyc Dāku Burū Mūn (暗青の月)                                                                                           | Hirofumi Ogura                                         | Shin’ichi Inotsume | 10 maja 2014       |
| 33                                  | 7                  | Siła Sutorengusu (力) | Mitsuhiro Yoneda                                       | Kazuyuki Fudeyasu  | 17 maja 2014       |
| 34                                  | 8                  | Diabeł Debiru (悪魔) | Yasufumi Soejima                                       | Shin’ichi Inotsume | 24 maja 2014       |
| 35                                  | 9                  | Żółte Umiarkowanie Ierō Tenparansu (黄の節制)                                                                                        | Jirō Fujimoto, Hitomi Ezoe                             | Kazuyuki Fudeyasu  | 31 maja 2014       |
| 36                                  | 10                 | Cesarz i Wisielec: część 1 Enperā to Hangudoman sono 1 (皇帝と吊られた男 その１)                                                     | Toshiyuki Katō                                         | Yasuko Kobayashi   | 7 czerwca 2014     |
| 37                                  | 11                 | Cesarz i Wisielec: część 2 Enperā to Hangudoman sono 2 (皇帝と吊られた男 その２)                                                     | Shunsuke Machitani, Toshiyuki Katō                     | Yasuko Kobayashi   | 14 czerwca 2014    |
| 38                                  | 12                 | Cesarzowa Enpuresu (女帝) | Satoshi Ōsedo                                          | Shōgo Yasukawa     | 21 czerwca 2014    |
| 39                                  | 13                 | Koło Fortuny Howīru obu Fōchun (運命の車輪)                                                                                          | Jin Tamamura                                           | Shōgo Yasukawa     | 28 czerwca 2014    |
| 40                                  | 14                 | Sprawiedliwość: część 1 Jasutisu sono 1 (正義 その１)                                                                                | Hirokazu Yamada                                        | Shin’ichi Inotsume | 5 lipca 2014       |
| 41                                  | 15                 | Sprawiedliwość: część 2 Jasutisu sono 2 (正義 その２)                                                                                | Hirofumi Ogura                                         | Shin’ichi Inotsume | 12 lipca 2014      |
| 42                                  | 16                 | Kochankowie: część 1 Rabāzu sono 1 (恋人 その１)                                                                                     | Shunsuke Machitani, Hitomi Ezoe                        | Kazuyuki Fudeyasu  | 19 lipca 2014      |
| 43                                  | 17                 | Kochankowie: część 2 Rabāzu sono 2 (恋人 その２)                                                                                     | Jirō Fujimoto                                          | Kazuyuki Fudeyasu  | 26 lipca 2014      |
| 44                                  | 18                 | Słońce San (太陽) | Yasufumi Soejima                                       | Naokatsu Tsuda     | 2 sierpnia 2014    |
| 45                                  | 19                 | Śmierć 13: część 1 Desu Sātīn sono 1 (死神13 その１)                                                                                 | Toshiyuki Katō                                         | Shōgo Yasukawa     | 9 sierpnia 2014    |
| 46                                  | 20                 | Śmierć 13: część 2 Desu Sātīn sono 2 (死神13 その２)                                                                                 | Naokatsu Tsuda, Shigatsu Yoshikawa                     | Shōgo Yasukawa     | 16 sierpnia 2014   |
| 47                                  | 21                 | Sąd: część 1 Jajjimento sono 1 (審判 その１)                                                                                         | Yūta Takamura                                          | Yasuko Kobayashi   | 23 sierpnia 2014   |
| 48                                  | 22                 | Sąd: część 2 Jajjimento sono 2 (審判 その２)                                                                                         | Hitomi Ezoe, Ken'ichi Suzuki                           | Yasuko Kobayashi   | 30 sierpnia 2014   |
| 49                                  | 23                 | Papieżyca: część 1 Hai Puriesutesu sono 1 (女教皇 その１)                                                                            | Satoshi Ōsedo                                          | Shin’ichi Inotsume | 6 września 2014    |
| 50                                  | 24                 | Papieżyca: część 2 Hai Puriesutesu sono 2 (女教皇 その２)                                                                            | Shunsuke Machitani, Naokatsu Tsuda                     | Shin’ichi Inotsume | 13 września 2014   |
| Stardust Crusaders: Battle in Egypt |                    | |                                                        |                    |                    |
| 51                                  | 25                 | Głupiec Iggy i N’doul Geba: część 1 Za Fūru’ no Igī to „Gebu-shin” no Ndūru sono 1 (「愚者」のイギーと「ゲブ神」のンドゥール その１) | Ken’ichi Suzuki                                        | Yasuko Kobayashi   | 10 stycznia 2015   |
| 52                                  | 26                 | Głupiec Iggy i N’doul Geba: część 2 Za Fūru’ no Igī to „Gebu-shin” no Ndūru sono 2 (「愚者」のイギーと「ゲブ神」のンドゥール その２) | Taisuke Mamori, Toshiyuki Katō                         | Yasuko Kobayashi   | 17 stycznia 2015   |
| 53                                  | 27                 | Oingo Chnuma i Boingo Thota Kunumu-shin’ no Oingo to „Toto-shin” no Boingo (「クヌム神」のオインゴと「トト神」のボインゴ)            | Hitomi Ezoe                                            | Kazuyuki Fudeyasu  | 24 stycznia 2015   |
| 54                                  | 28                 | Anubis: część 1 Anubisu-shin’ sono 1 (「アヌビス神」 その１)                                                                         | Jirō Fujimoto                                          | Shin’ichi Inotsume | 31 stycznia 2015   |
| 55                                  | 29                 | Anubis: część 2 Anubisu-shin’ sono 2 (「アヌビス神」 その２)                                                                         | Toshiyuki Katō                                         | Shin’ichi Inotsume | 7 lutego 2015      |
| 56                                  | 30                 | Mariah Bastet: część 1 Basuteto-joshin’ no Maraia sono 1 (「バステト女神」のマライア その１)                                         | Shigatsu Yoshikawa                                     | Shōgo Yasukawa     | 14 lutego 2015     |
| 57                                  | 31                 | Mariah Bastet: część 2 Basuteto-joshin’ no Maraia sono 2 (「バステト女神」のマライア その２)                                         | Yūta Takamura                                          | Shōgo Yasukawa     | 21 lutego 2015     |
| 58                                  | 32                 | Alessi Seta: część 1 Seto-shin’ no Aresshī sono 1 (「セト神」のアレッシー その１)                                                    | Kentarō Fujita                                         | Kazuyuki Fudeyasu  | 28 lutego 2015     |
| 59                                  | 33                 | Alessi Seta: część 2 Seto-shin’ no Aresshī sono 2 (「セト神」のアレッシー その２)                                                    | Yasufumi Soejima                                       | Kazuyuki Fudeyasu  | 7 marca 2015       |
| 60                                  | 34                 | D’Arby hazardzista: część 1 Dābī za gyanburā sono 1 (ダービー・ザ・ギャンブラー その１)                                              | Yūta Takamura                                          | Shōgo Yasukawa     | 14 marca 2015      |
| 61                                  | 35                 | D’Arby hazardzista: część 2 Dābī za gyanburā sono 2 (ダービー・ザ・ギャンブラー その２)                                              | Hitomi Ezoe                                            | Shōgo Yasukawa     | 21 marca 2015      |
| 62                                  | 36                 | Hol Horse i Boingo: część 1 Horu Hōsu to Boingo sono 1 (ホル・ホースとボインゴ その１)                                               | Shunsuke Machitani                                     | Yasuko Kobayashi   | 28 marca 2015      |
| 63                                  | 37                 | Hol Horse i Boingo: część 2 Horu Hōsu to Boingo sono 2 (ホル・ホースとボインゴ その２)                                               | Taisuke Mamori                                         | Yasuko Kobayashi   | 4 kwietnia 2015    |
| 64                                  | 38                 | Strażnik piekła, Pet Shop: część 1 Jigoku no monban Petto Shoppu sono 1 (地獄の門番ペット·ショップ その１)                           | Shigatsu Yoshikawa                                     | Ken’ichi Suzuki    | 11 kwietnia 2015   |
| 65                                  | 39                 | Strażnik piekła, Pet Shop: część 2 Jigoku no monban Petto Shoppu sono 2 (地獄の門番ペット·ショップ その２)                           | Jirō Fujimoto                                          | Ken’ichi Suzuki    | 18 kwietnia 2015   |
| 66                                  | 40                 | D’Arby gracz: część 1 Dābī za pureiyā sono 1 (ダービー・ザ・プレイヤー その１)                                                       | Yasufumi Soejima                                       | Kazuyuki Fudeyasu  | 25 kwietnia 2015   |
| 67                                  | 41                 | D’Arby gracz: część 2 Dābī za pureiyā sono 2 (ダービー・ザ・プレイヤー その２)                                                       | Taisuke Mamori                                         | Kazuyuki Fudeyasu  | 2 maja 2015        |
| 68                                  | 42                 | Opary otchłani, Vanilla Ice: część 1 Akū no shōki Vanira Aisu sono 1 (亜空の瘴気 ヴァニラ・アイス その１)                            | Shunsuke Machitani, Eri Nagata                         | Shin’ichi Inotsume | 9 maja 2015        |
| 69                                  | 43                 | Opary otchłani, Vanilla Ice: część 2 Akū no shōki Vanira Aisu sono 2 (亜空の瘴気 ヴァニラ・アイス その２)                            | Yūta Takamura                                          | Shin’ichi Inotsume | 16 maja 2015       |
| 70                                  | 44                 | Opary otchłani, Vanilla Ice: część 3 Akū no shōki Vanira Aisu sono 3 (亜空の瘴気 ヴァニラ・アイス その３)                            | Hitomi Ezoe                                            | Shin’ichi Inotsume | 23 maja 2015       |
| 71                                  | 45                 | Świat Dio: część 1 Dio no sekai sono 1 (Dioの世界 その１)                                                                            | Shigatsu Yoshikawa                                     | Shōgo Yasukawa     | 30 maja 2015       |
| 72                                  | 46                 | Świat Dio: część 2 Dio no sekai sono 2 (Dioの世界 その２)                                                                            | Toshiyuki Katō                                         | Shōgo Yasukawa     | 6 czerwca 2015     |
| 73                                  | 47                 | Świat Dio: część 3 Dio no sekai sono 3 (Dioの世界 その３)                                                                            | Taisuke Mamori, Yūta Takamura, Yasufumi Soejima        | Yasuko Kobayashi   | 13 czerwca 2015    |
| 74                                  | 48                 | Długa podróż. Żegnajcie, przyjaciele Harukanaru tabiji saraba tomo yo (遥かなる旅路 さらば友よ)                                      | Shigatsu Yoshikawa, Shunsuke Machitani, Toshiyuki Katō | Yasuko Kobayashi   | 20 czerwca 2015    |

### Sezon 3:Diamond Is Unbreakable(2016)
| №   | #  | Tytuł | Reżyseria                                                                                       | Scenariusz                            | Premiera             |
| --- | -- | --- | ----------------------------------------------------------------------------------------------- | ------------------------------------- | -------------------- |
| 75  | 1  | Jotaro Kujo spotyka Josuke Higashikatę Kūjō Jōtarō! Higashikata Jōsuke ni au (空条承太郎！ 東方仗助に会う)                          | Yūta Takamura                                                                                   | Yasuko Kobayashi                      | 2 kwietnia 2016      |
| 76  | 2  | Josuke Higashikata spotyka Angelo Higashikata Jōsuke! Anjero ni au (東方仗助！ アンジェロに会う)                                    | Toshiyuki Katō                                                                                  | Yasuko Kobayashi                      | 9 kwietnia 2016      |
| 77  | 3  | Bracia Nijimura: część 1 Nijimura kyōdai, sono 1 (虹村兄弟 その１)                                                                  | Takahiko Yoshida                                                                                | Yasuko Kobayashi                      | 16 kwietnia 2016     |
| 78  | 4  | Bracia Nijimura: część 2 Nijimura kyōdai, sono 2 (虹村兄弟 その２)                                                                  | Yasufumi Soejima, Toshiyuki Katō, Naokatsu Tsuda, Yūta Takamura                                 | Shōgo Yasukawa                        | 23 kwietnia 2016     |
| 79  | 5  | Bracia Nijimura: część 3 Nijimura kyōdai, sono 3 (虹村兄弟 その3)                                                                   | Yukihiko Asaki                                                                                  | Shōgo Yasukawa                        | 30 kwietnia 2016     |
| 80  | 6  | Koichi Hirose (Echo) Hirose Koichi (Ekōzu) (広瀬康一 (エコーズ))                                                                    | Yasufumi Soejima                                                                                | Kazuyuki Fudeyasu                     | 7 maja 2016          |
| 81  | 7  | Toshikazu Hazamada (Popis) Hazamada Toshikazu (Sāfisu) (間田敏和 (サーフィス))                                                      | Hitomi Ezoe                                                                                     | Shin’ichi Inotsume                    | 14 maja 2016         |
| 82  | 8  | Yukako Yamagishi się zakochuje: część 1 Yamagishi Yukako wa koi o suru, sono 1 (山岸由花子は恋をする その1)                         | Jirō Fujimoto                                                                                   | Shōgo Yasukawa                        | 21 maja 2016         |
| 83  | 9  | Yukako Yamagishi się zakochuje: część 2 Yamagishi Yukako wa koi o suru, sono 2 (山岸由花子は恋をする その2)                         | Kim Min-sun                                                                                     | Shōgo Yasukawa                        | 28 maja 2016         |
| 84  | 10 | Chodźmy zjeść coś włoskiego Itaria ryōri o tabe ni ikō (イタリア料理を食べに行こう)                                                 | Fumiaki Kōta, Hikaru Murata                                                                     | Kazuyuki Fudeyasu                     | 4 czerwca 2016       |
| 85  | 11 | Chili Pepper: część 1 Reddo Hotto Chiri Peppā, sono 1 (レッド・ホット・チリ・ペッパー その1)                                        | Eum Sang-yong                                                                                   | Yasuko Kobayashi                      | 11 czerwca 2016      |
| 86  | 12 | Chili Pepper: część 2 Reddo Hotto Chiri Peppā, sono 2 (レッド・ホット・チリ・ペッパー その2)                                        | Yukihiko Asaki                                                                                  | Yasuko Kobayashi                      | 18 czerwca 2016      |
| 87  | 13 | Szalone znalezisko Yabaimono o hirottassu! (やばいものを拾ったっス！)                                                               | Jirō Fujimoto                                                                                   | Shin’ichi Inotsume                    | 25 czerwca 2016      |
| 88  | 14 | Odwiedźmy dom rysownika: część 1 Mangaka no uchi e asobi ni ikō, Sono 1 (漫画家のうちへ遊びに行こう その1)                          | Naokatsu Tsuda, Yasufumi Soejima, Toshiyuki Katō, Yukihiko Asaki                                | Yasuko Kobayashi                      | 2 lipca 2016         |
| 89  | 15 | Odwiedźmy dom rysownika: część 2 Mangaka no uchi e asobi ni ikō, Sono 2 (漫画家のうちへ遊びに行こう その2)                          | Tadahito Matsubayashi                                                                           | Yasuko Kobayashi                      | 9 lipca 2016         |
| 90  | 16 | Chodźmy na polowanie Hantingu ni ikō! (狩りに行こう！)                                                                              | Yoriyasu Kogawa                                                                                 | Shōgo Yasukawa                        | 16 lipca 2016        |
| 91  | 17 | Przygoda Rohana Kishibe Kishibe Rohan no bōken (岸辺露伴の冒険)                                                                     | Sōichi Shimada                                                                                  | Shin’ichi Inotsume                    | 23 lipca 2016        |
| 92  | 18 | Nagroda Shigechiego: część 1 Shigechī no hāvesuto, sono 1 (｢重ちー｣の収穫その1)                                                     | Eri Nagata                                                                                      | Kazuyuki Fudeyasu                     | 30 lipca 2016        |
| 93  | 19 | Nagroda Shigechiego: część 2 Shigechī no hāvesuto, sono 2 (｢重ちー｣の収穫その2)                                                     | Masami Hata, Kim Min-sun                                                                        | Kazuyuki Fudeyasu                     | 6 sierpnia 2016      |
| 94  | 20 | Yukako Yamagishi śni o Kopciuszku Yamagishi Yukako wa Shinderera ni akogareru (山岸由花子はシンデレラに憧れる)                      | Jirō Fujimoto                                                                                   | Shōgo Yasukawa                        | 13 sierpnia 2016     |
| 95  | 21 | Yoshikage Kira chce tylko żyć w spokoju: część 1 Kira Yoshikage wa shizuka ni kurashitai, sono 1 (吉良吉影は静かに暮らしたい その1) | Eum Sang-yong                                                                                   | Yasuko Kobayashi                      | 20 sierpnia 2016     |
| 96  | 22 | Yoshikage Kira chce tylko żyć w spokoju: część 2 Kira Yoshikage wa shizuka ni kurashitai, sono 2 (吉良吉影は静かに暮らしたい その2) | Hitomi Ezoe                                                                                     | Yasuko Kobayashi                      | 27 sierpnia 2016     |
| 97  | 23 | Atak serca: część 1 Shiā Hāto Atakku, sono 1 (シアーハートアタック その1)                                                           | Hikaru Murata                                                                                   | Shōgo Yasukawa                        | 3 września 2016      |
| 98  | 24 | Atak serca: część 2 Shiā Hāto Atakku, sono 2 (シアーハートアタック その2)                                                           | Yasufumi Soejima                                                                                | Shōgo Yasukawa                        | 10 września 2016     |
| 99  | 25 | Atom Heart Father Atomu Hāto Fāzā (アトム・ハート・ファーザー)                                                                      | Eri Nagata                                                                                      | Shin’ichi Inotsume                    | 17 września 2016     |
| 100 | 26 | Papier, kamień, nożyce Janken kozō ga yatte kuru! (ジャンケン小僧がやって来る！)                                                    | Kim Min-sun                                                                                     | Kazuyuki Fudeyasu                     | 24 września 2016     |
| 101 | 27 | Jestem kosmitą Boku wa uchūjin (ぼくは宇宙人)                                                                                       | Naokatsu Tsuda, Yukihiko Asaki                                                                  | Kazuyuki Fudeyasu                     | 1 października 2016  |
| 102 | 28 | Highway Go Go: część 1 Haiwei Sutā sono 1 (ハイウェイ・スター その1)                                                                | Jin Tamamura                                                                                    | Kazuyuki Fudeyasu                     | 8 października 2016  |
| 103 | 29 | Highway Go Go: część 2 Haiwei Sutā sono 2 (ハイウェイ・スター その2)                                                                | Hikaru Murata                                                                                   | Kazuyuki Fudeyasu                     | 15 października 2016 |
| 104 | 30 | Koty kochają Yoshikage Kirę Neko wa Kira Yoshikage ga suki (猫は吉良吉影が好き)                                                     | Jun Fujiwara, Yasufumi Soejima, Hitomi Ezoe, Tokihiro Sasaki, Yukihiko Asaki, Keisuke Nishijima | Shin’ichi Inotsume, Kazuyuki Fudeyasu | 22 października 2016 |
| 105 | 31 | 15 lipca (czwartek): część 1 Shigatsu jūgo-nichi (moku), sono 1 (7月15日(木) その1)                                                 | Eri Nagata, Yasufumi Soejima, Naokatsu Tsuda                                                    | Yasuko Kobayashi                      | 29 października 2016 |
| 106 | 32 | 15 lipca (czwartek): część 2 Shigatsu jūgo-nichi (moku), sono 2 (7月15日(木) その2)                                                 | Eri Nagata, Yasufumi Soejima, Naokatsu Tsuda                                                    | Yasuko Kobayashi                      | 5 listopada 2016     |
| 107 | 33 | 15 lipca (czwartek): część 3 Shigatsu jūgo-nichi (moku), sono 3 (7月15日(木) その3)                                                 | Yasufumi Soejima, Jirō Fujimoto, Hitomi Ezoe                                                    | Yasuko Kobayashi                      | 12 listopada 2016    |
| 108 | 34 | 15 lipca (czwartek): część 4 Shigatsu jūgo-nichi (moku), sono 4 (7月15日(木) その4)                                                 | Jirō Fujimoto, Hitomi Ezoe                                                                      | Yasuko Kobayashi                      | 19 listopada 2016    |
| 109 | 35 | Bites the Dust: część 1 Anazāwan Baitsa Dasuto, sono 1 (アナザーワン バイツァ・ダスト その1)                                        | Toshiyuki Katō, Hikaru Murata                                                                   | Shōgo Yasukawa                        | 26 listopada 2016    |
| 110 | 36 | Bites the Dust: część 2 Anazāwan Baitsa Dasuto, sono 2 (アナザーワン バイツァ・ダスト その2)                                        | Yasuo Ejima, Keisuke Nishijima                                                                  | Shōgo Yasukawa                        | 3 grudnia 2016       |
| 111 | 37 | Crazy Diamond jest niezniszczalny: część 1 Kureijī Daiyamondo wa kudakenai, sono 1 (クレイジー・Dは砕けない その1)                  | Yasufumi Soejima, Eri Nagata                                                                    | Kazuyuki Fudeyasu                     | 10 grudnia 2016      |
| 112 | 38 | Crazy Diamond jest niezniszczalny: część 2 Kureijī Daiyamondo wa kudakenai, sono 2 (クレイジー・Dは砕けない その2)                  | Toshiyuki Katō, Hikaru Murata, Naokatsu Tsuda                                                   | Kazuyuki Fudeyasu                     | 17 grudnia 2016      |
| 113 | 39 | Żegnaj, Morioh – złote serce Sayonara Moriō-chō - ōgon no kokoro (さよなら杜王町ー黄金の心)                                         | Naokatsu Tsuda                                                                                  | Yasuko Kobayashi                      | 24 grudnia 2016      |

### Sezon 4:Golden Wind(2018–19)
| №   | #  | Tytuł | Reżyseria                                      | Scenariusz         | Premiera             |
| --- | -- | --- | ---------------------------------------------- | ------------------ | -------------------- |
| 114 | 1  | Złoty wicher Gōrudo Ekusuperiensu (黄金体験) | Naokatsu Tsuda                                 | Yasuko Kobayashi   | 6 października 2018  |
| 115 | 2  | Nadchodzi Bucciarati Bucharati ga kuru (塀の中のギャングに会え)                                                                                         | Hideya Takahashi                               | Yasuko Kobayashi   | 13 października 2018 |
| 116 | 3  | Poznaj gangstera zza ściany Hei no naka no gyangu ni ae (塀の中のギャングに会え)                                                                        | Yasuhiro Kimura                                | Shōgo Yasukawa     | 20 października 2018 |
| 117 | 4  | Widmo Gyangu nyūmon (ギャング入門) | Kyōhei Suzuki                                  | Shōgo Yasukawa     | 27 października 2018 |
| 118 | 5  | Majątek Polpa Porupo no isan o nerae! (ポルポの遺産を狙え！)                                                                                            | Takahiro Kamei                                 | Yasuko Kobayashi   | 3 listopada 2018     |
| 119 | 6  | Nastrojowy Jazz Mūdī Burūsu no gyakushū (ムーディー・ブルースの逆襲)                                                                                    | Yoshiko Mikami                                 | Kazuyuki Fudeyasu  | 10 listopada 2018    |
| 120 | 7  | Sześć Kul: część 1 Sekkusu Pisutoruzu tōjō sono ichi (セックス・ピストルズ登場 その①)                                                                   | Kyōhei Suzuki                                  | Kazuyuki Fudeyasu  | 17 listopada 2018    |
| 121 | 8  | Sześć Kul: część 2 Sekkusu Pisutoruzu tōjō sono ni (セックス・ピストルズ登場 その②)                                                                     | Shinji Osada                                   | Kazuyuki Fudeyasu  | 24 listopada 2018    |
| 122 | 9  | Pierwsza misja od Szefa Bosu kara no dai-ichi shirei (ボスからの第一指令)                                                                               | Tatsuma Minamikawa                             | Shin’ichi Inotsume | 1 grudnia 2018       |
| 123 | 10 | Drużyna Zabójców Hittoman chīmu (暗殺者（ヒットマン）チーム)                                                                                            | Jirō Fujimoto                                  | Shin’ichi Inotsume | 8 grudnia 2018       |
| 124 | 11 | Mały Bombowiec Narancii Narancha no Earosumisu (ナランチャのエアロスミス)                                                                               | Shinji Osada                                   | Shin’ichi Inotsume | 15 grudnia 2018      |
| 125 | 12 | Druga misja od Szefa Bosu Kara no daini shirei (ボスからの第二指令)                                                                                     | Takahiro Kamei                                 | Shōgo Yasukawa     | 22 grudnia 2018      |
| 126 | 13 | Lustrzak i Fioletowy Dym Man in za Mirā to Pāpuru Heizu (マン・イン・ザ・ミラーとパープル・ヘイズ)                                                      | Yasuo Ejima                                    | Shōgo Yasukawa     | 29 grudnia 2018      |
| 127 | 14 | Ekspres do Florencji Firentse iki chōtokkyū (フィレンツェ行き超特急)                                                                                    | Kyōhei Suzuki                                  | Kazuyuki Fudeyasu  | 12 stycznia 2019     |
| 128 | 15 | Wdzięczna Śmierć: część 1 Za Gureitofuru Deddo sono ichi (偉大なる死 その①)                                                                             | Tatsuma Minamikawa                             | Kazuyuki Fudeyasu  | 19 stycznia 2019     |
| 129 | 16 | Wdzięczna Śmierć: część 2 Za Gureitofuru Deddo sono ni (偉大なる死 その②)                                                                               | Ken Takahashi                                  | Yasuko Kobayashi   | 26 stycznia 2019     |
| 130 | 17 | Malec Beibī Feisu (ベイビィ・フェイス) | Naokatsu Tsuda, Masakazu Takahashi             | Yasuko Kobayashi   | 2 lutego 2019        |
| 131 | 18 | Do Wenecji! Venetsia e mukae! (ヴェネツィアへ向かえ!)                                                                                                   | Yoshihiro Miyajima                             | Shin’ichi Inotsume | 9 lutego 2019        |
| 132 | 19 | Biały Lód Howaito Arubamu (ホワイト・アルバム) | Shinji Osada                                   | Shin’ichi Inotsume | 16 lutego 2019       |
| 133 | 20 | Ostatnia misja od Szefa Bosu Kara no saishū shirei (ボスからの最終指令)                                                                                 | Takahiro Kamei                                 | Naokatsu Tsuda     | 23 lutego 2019       |
| 134 | 21 | Tajemnica Karmazynowego Cesarza Kingu Kurimuzon no nazo (キング・クリムゾンの謎)                                                                        | Naokatsu Tsuda, Masakazu Takahashi             | Naokatsu Tsuda     | 2 marca 2019         |
| 135 | 22 | Puste żołądki Gattsu no jī (ガッツの「G」) | Hikaru Murata                                  | Shōgo Yasukawa     | 16 marca 2019        |
| 136 | 23 | Miazga i Gadające Usta Kurasshu to Tōkingu Heddo (クラッシュとトーキング・ヘッド)                                                                       | Hitomi Ezoe                                    | Shōgo Yasukawa     | 23 marca 2019        |
| 137 | 24 | Niesławny Pościg Notōriasu Biggu (ノトーリアス・B・I・G)                                                                                                | Kyōhei Suzuki                                  | Kazuyuki Fudeyasu  | 30 marca 2019        |
| 138 | 25 | Ostra Dama Supaisu Gāru (スパイス・ガール) | Masakazu Takahashi                             | Kazuyuki Fudeyasu  | 6 kwietnia 2019      |
| 139 | 26 | Krótka historia z przeszłości ~Nazywam się Doppio~ Honno sukoshi mukashi no monogatari ~Boku no na wa Doppio~ (ほんの少し昔の物語 ~ぼくの名はドッピオ~) | Takahiro Kamei, Hikaru Murata, Hironori Aoyagi | Shin’ichi Inotsume | 13 kwietnia 2019     |
| 140 | 27 | Karmazynowy Cesarz kontra Metalik Kingu Kurimuzon vs. Metarika (キング・クリムゾン vs. メタリカ)                                                        | Shinji Osada                                   | Akira Horiuchi     | 20 kwietnia 2019     |
| 141 | 28 | 15 lat wstecz Ima ni mo ochite kisō na sora no shita de (今にも落ちて来そうな空の下で)                                                                  | Hideya Takahashi                               | Yasuko Kobayashi   | 27 kwietnia 2019     |
| 142 | 29 | Czas na rzymskie Koloseum! Mokutekichi wa Rōma! Korosseo (目的地はローマ！コロッセオ)                                                                   | Yūsuke Kubo                                    | Shōgo Yasukawa     | 11 maja 2019         |
| 143 | 30 | Zielona Herbatka i Sanktuarium: część 1 Gurīn Dei to Oashisu sono ichi (グリーン・ディとオアシス その①)                                                 | Yōji Satō                                      | Shōgo Yasukawa     | 18 maja 2019         |
| 144 | 31 | Zielona Herbatka i Sanktuarium: część 2 Gurīn Dei to Oashisu sono ni (グリーン・ディとオアシス その②)                                                   | Yasuhiro Kimura                                | Kazuyuki Fudeyasu  | 25 maja 2019         |
| 145 | 32 | Zielona Herbatka i Sanktuarium: część 3 Gurīn Dei to Oashisu sono san (グリーン・ディとオアシス その③)                                                  | Shinji Osada                                   | Kazuyuki Fudeyasu  | 1 czerwca 2019       |
| 146 | 33 | Nazywa się Diavolo Soitsu no na wa Diaboro (そいつの名はディアボロ)                                                                                     | Hironori Aoyagi, Keiichi Matsuki               | Akira Horiuchi     | 8 czerwca 2019       |
| 147 | 34 | Ciche Requiem: część 1 Rekuiemu wa shizuka ni kanaderareru sono ichi (鎮魂歌は静かに奏でられる その①)                                                   | Norihito Takahashi                             | Shōgo Yasukawa     | 15 czerwca 2019      |
| 148 | 35 | Ciche Requiem: część 2 Rekuiemu wa shizuka ni kanaderareru sono ni (鎮魂歌は静かに奏でられる その②)                                                     | Yūsuke Kubo                                    | Shin’ichi Inotsume | 22 czerwca 2019      |
| 149 | 36 | Diavolo się ujawnia Diaboro fujō (ディアボロ浮上) | Takahiro Kamei                                 | Shin’ichi Inotsume | 29 czerwca 2019      |
| 150 | 37 | Król królów Kingu obu kingusu (王の中の王) | Kyōhei Suzuki                                  | Kazuyuki Fudeyasu  | 6 lipca 2019         |
| 151 | 38 | Requiem Złotego Wichru Gōrudo Ekusuperiensu Rekuiemu (ゴールド・E・レクイエム)                                                                          | Shō Sugawara                                   | Yasuko Kobayashi   | 28 lipca 2019        |
| 152 | 39 | Scolippi Nemureru dorei (眠れる奴隷) | Yasutoshi Iwasaki, Hideya Takahashi            | Yasuko Kobayashi   | 28 lipca 2019        |

### Sezon 5:Stone Ocean(2021–22)
| №   | #  | Tytuł | Reżyseria                      | Scenariusz                          | Premiera        |
| --- | -- | --- | ------------------------------ | ----------------------------------- | --------------- |
| 153 | 1  | Kamienny ocean Sutōn Ōshan (石作りの海)                                                                                                  | Toshiyuki Katō                 | Yasuko Kobayashi                    | 1 grudnia 2021  |
| 154 | 2  | Więzień FE40536: Jolyne Cujoh Sutōn Furī (ストーン・フリー)                                                                              | Daisuke Chiba                  | Yasuko Kobayashi                    | 1 grudnia 2021  |
| 155 | 3  | Gość: część 1 Menkainin sono ichi (面会人 その①)                                                                                         | Kunihiro Mori                  | Yasuko Kobayashi                    | 1 grudnia 2021  |
| 156 | 4  | Gość: część 2 Menkainin sono ni (面会人 その②)                                                                                           | Tetsuji Nakamura               | Yasuko Kobayashi                    | 1 grudnia 2021  |
| 157 | 5  | Więzień miłości Purizunā Obu Ravu (プリズナー・オブ・ラヴ)                                                                               | Katsuichi Nakayama             | Yasuko Kobayashi                    | 1 grudnia 2021  |
| 158 | 6  | Naklejki Ermes Erumesu no shīru (エルメェスのシール)                                                                                     | Tatsuma Minamikawa             | Shin’ichi Inotsume                  | 1 grudnia 2021  |
| 159 | 7  | Jest nas szóstka! Rokunin iru! (６人いる！)                                                                                              | Masakazu Takahashi             | Shōgo Yasukawa                      | 1 grudnia 2021  |
| 160 | 8  | F.F. Fū Faitāzu (フー・ファイターズ) | Eiichi Kuboyama                | Shōgo Yasukawa                      | 1 grudnia 2021  |
| 161 | 9  | Windykatorka Mary Lynn Manson Toritatenin Maririn Manson (取り立て人マリリン・マンソン)                                                  | Satoshi Ōsedo                  | Kazuyuki Fudeyasu, Yasuko Kobayashi | 1 grudnia 2021  |
| 162 | 10 | Operacja „Brutalny strażnik”: część 1 Saveji Gāden sakusen (nakaniwa e mukae!) sono ichi (サヴェジ・ガーデン作戦（中庭へ向かえ！）その①) | Tatsuma Minamikawa             | Shin’ichi Inotsume                  | 1 grudnia 2021  |
| 163 | 11 | Operacja „Brutalny strażnik”: część 2 Saveji Gāden sakusen (nakaniwa e mukae!) sono ni (サヴェジ・ガーデン作戦（中庭へ向かえ！）その②)   | Katsuichi Nakayama             | Kazuyuki Fudeyasu                   | 1 grudnia 2021  |
| 164 | 12 | Uwaga na ulewę Shūchū gōu keihō hatsurei (集中豪雨警報発令)                                                                              | Hikaru Murata, Toshiyuki Katō  | Shōgo Yasukawa                      | 1 grudnia 2021  |
| 165 | 13 | Muśnięcie miłości i zemsty (1) Ai to fukushū no kissu sono ichi (愛と復讐のキッス その①)                                                 | Daishi Katō                    | Shin’ichi Inotsume                  | 1 września 2022 |
| 166 | 14 | Muśnięcie miłości i zemsty (2) Ai to fukushū no kissu sono ni (愛と復讐のキッス その②)                                                   | Shingo Tanabe                  | Shin’ichi Inotsume                  | 1 września 2022 |
| 167 | 15 | Oddział podwyższonego bezpieczeństwa Urutora sekyuriti chōbatsubō (ウルトラセキュリティ懲罰房)                                           | Shō Sugawara                   | Kazuyuki Fudeyasu                   | 1 września 2022 |
| 168 | 16 | Sekret strażnika Westwooda Kanshu Uesutouddo no himitsu (看守ウエストウッドの秘密)                                                       | Katsuichi Nakayama             | Kazuyuki Fudeyasu                   | 1 września 2022 |
| 169 | 17 | Sen Moe yo Doragonzu Dorīmu (燃えよ龍の夢)                                                                                               | Eiichi Kuboyama                | Shōgo Yasukawa                      | 1 września 2022 |
| 170 | 18 | Wkracza F.F. Moe yo Fū Faitāzu (燃えよフー・ファイターズ)                                                                                | Tadako Nagai                   | Shōgo Yasukawa                      | 1 września 2022 |
| 171 | 19 | Narodziny „Zielonego” Midoriiro’ no tanjō (「緑色」の誕生)                                                                               | Masakazu Takahashi             | Shōgo Yasukawa                      | 1 września 2022 |
| 172 | 20 | F.F. — świadek Efu Efu – mokugekisha (F・F－目撃者)                                                                                      | Naoko Takeichi                 | Kazuyuki Fudeyasu                   | 1 września 2022 |
| 173 | 21 | PRZEBUDZENIE Aweikun -mezame- (AWAKEN -目醒め-)                                                                                          | Kazuo Nogami                   | Kazuyuki Fudeyasu                   | 1 września 2022 |
| 174 | 22 | Niebiosa! Nowy księżyc! Nowy papież! Tengoku no toki! Shingetsu no toki! Nyū shinpu! (天国の時！新月の時！新神父！)                      | Tōru Hamasaki                  | Kazuyuki Fudeyasu                   | 1 września 2022 |
| 175 | 23 | Więzienny zamek! Jeiru Hausu Rokku! (ジェイル・ハウス・ロック!)                                                                          | Shigeki Awai                   | Yasuko Kobayashi                    | 1 września 2022 |
| 176 | 24 | Ucieczka z więzienia... Datsugoku e… (脱獄へ・・・)                                                                                      | Eiichi Kuboyama                | Shōgo Yasukawa                      | 1 września 2022 |
| 177 | 25 | Bohemian Rhapsody (1) Bohemian Rapusodī sono ichi (自由人の狂想曲その①)                                                                  | Hasutani Toru                  | Shōgo Yasukawa                      | 1 grudnia 2022  |
| 178 | 26 | Bohemian Rhapsody (2) Bohemian Rapusodī sono ni (自由人の狂想曲その②)                                                                    | Fumihiro Ueno                  | Shōgo Yasukawa                      | 1 grudnia 2022  |
| 179 | 27 | Sky Guy Sukai Hai (スカイ・ハイ) | Tsutomu Murakami               | Shin’ichi Inotsume                  | 1 grudnia 2022  |
| 180 | 28 | Blisko nieba: Trzy dni do nowiu Tengoku no toki: Shingetsu made ato 3-nichi (天国の時 新月まであと３日)                                  | Tetsuji Nakamura               | Kazuyuki Fudeyasu                   | 1 grudnia 2022  |
| 181 | 29 | Zaświaty Andā Wārudo (アンダー・ワールド)                                                                                                | Tatsuya Kyogoku                | Kazuyuki Fudeyasu                   | 1 grudnia 2022  |
| 182 | 30 | Heavy Weather (1) Hebī Wezā sono ichi (ヘビー・ウェザー その①)                                                                           | Junya Jitsusei                 | Shin’ichi Inotsume                  | 1 grudnia 2022  |
| 183 | 31 | Heavy Weather (2) Hebī Wezā sono ni (ヘビー・ウェザー その②)                                                                             | Yūsuke Kubo                    | Shin’ichi Inotsume                  | 1 grudnia 2022  |
| 184 | 32 | Heavy Weather (3) Hebī Wezā sono san (ヘビー・ウェザー その③)                                                                            | Shinji Nagata                  | Yasuko Kobayashi                    | 1 grudnia 2022  |
| 185 | 33 | Grawitacja nowiu Shingetsu no jūryoku (新月の重力)                                                                                       | Tetsuji Nakamura               | Kazuyuki Fudeyasu                   | 1 grudnia 2022  |
| 186 | 34 | C-Moon (1) Shī Mūn sono ichi (C-MOON その①)                                                                                              | Eiichi Kuboyama                | Shōgo Yasukawa                      | 1 grudnia 2022  |
| 187 | 35 | C-Moon (2) Shī Mūn sono ni (C-MOON その②)                                                                                                | Shohei Miyake                  | Shōgo Yasukawa                      | 1 grudnia 2022  |
| 188 | 36 | Made in Heaven (1) Meido In Hebun sono ichi (メイド・イン・ヘブン その①)                                                                 | Katsuichi Nakayama             | Shōgo Yasukawa                      | 1 grudnia 2022  |
| 189 | 37 | Made in Heaven (2) Meido In Hebun sono ni (メイド・イン・ヘブン その②)                                                                   | Hasutani Toru                  | Shin’ichi Inotsume                  | 1 grudnia 2022  |
| 190 | 38 | Wspaniały świat Howatto A Wandafuru Wārudo (ホワット・ア・ワンダフル・ワールド)                                                          | Toshiyuki Kato, Kenichi Suzuki | Yasuko Kobayashi                    | 1 grudnia 2022  |